# Торжественный въезд короля

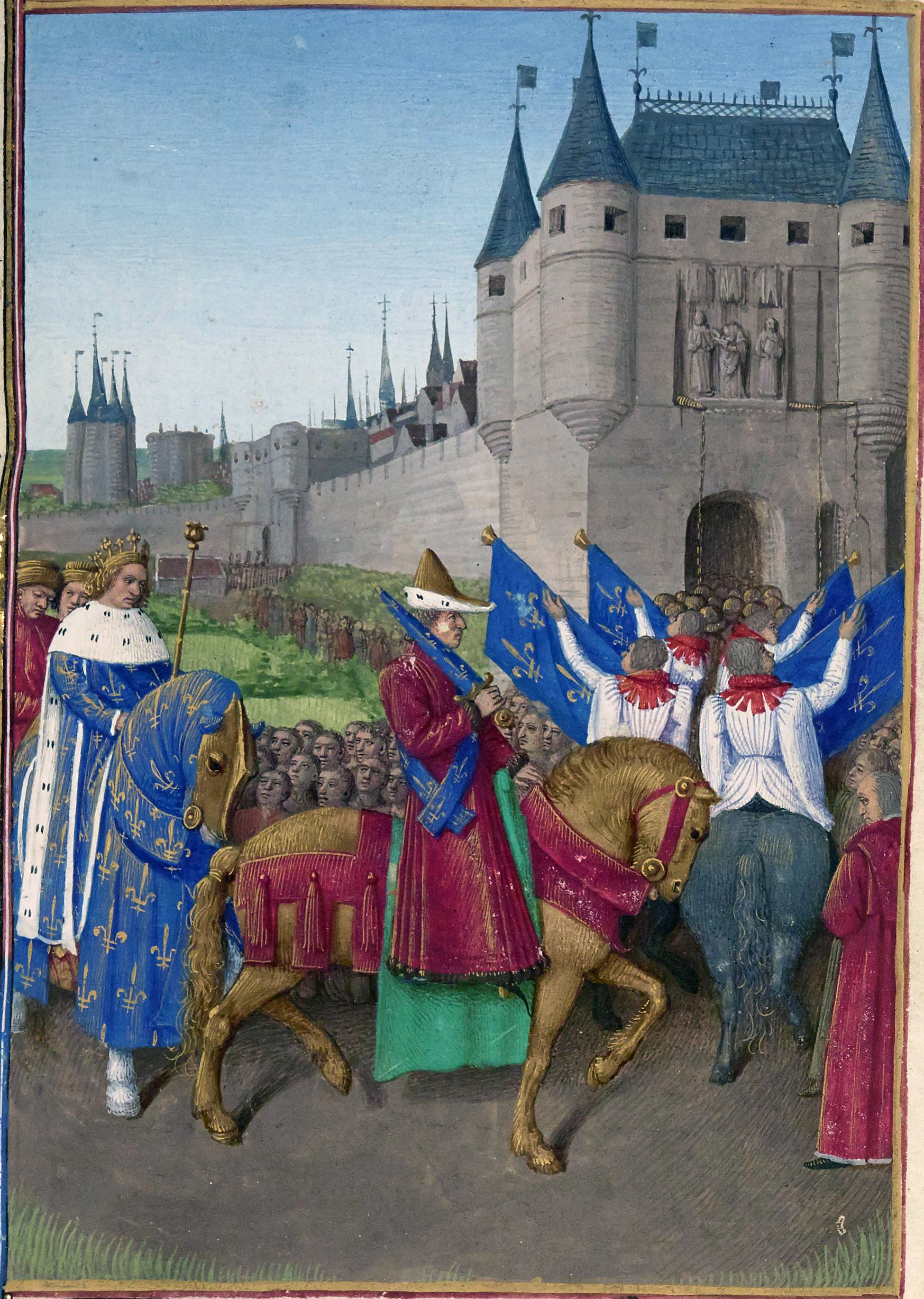
Карл V въезжает в Париж после коронации в Реймсе в 1364 году, иллюстрация Жана Фуке

Торжественный въезд короля — распространенная в Западной Европе в Средние века и в раннее Новое время церемония торжественного въезда монарха в подвластный ему город.
Эта церемония была сценой легитимации власти, сценой взаимного признания подданными государя и государем прав своих подданных. 
Всякий раз она оформлялась по-разному. Например, при въезде Генриха V в Лондон в 1415 году после победы при Азенкуре доминировала религиозная составляющая. Первыми, кто встретил короля intra muros (внутри стен города), были представители лондонского клира, принесшие с собой многие священные городские реликвии («toutes les relicques des corps sains»). С появлением короля они нараспев стали произносить слова «Да здравствует король Англии, цветок мира, воин Христов» («Ave Rex Anglorum, flos mundi, miles Christi»), после чего король спешился и поцеловал каждую святыню.
При въезде королевы Изабеллы Баварской в Париж в 1389 году «под монастырем Троицы» был устроен помост, на котором разыгрывались сцены из истории Третьего крестового похода. Сюжет этого представления играл на патриотических чувствах французов. В нём английский король Ричард Львиное Сердце просил разрешения у короля Франции, своего сеньора, вступить в битву. В условиях Столетней войны это должно было подчеркнуть, что вассал должен всегда быть верным своему долгу и сеньору, а не распоряжаться в его стране, как это делали англичане во Франции.
Бывали ситуации, когда монарх был очень недоволен своими подданными и своим городом. В таком случае, когда к нему приходила делегация горожан и говорила: «Мы все приготовили, мы готовы принять тебя со всеми мыслимыми почестями», он мог отослать их назад и заявить: «Уберите все декорации, которые вы поставили». Также монарх мог въехать в те ворота города, где его не ждали, или мог приказать представителям горожан отправляться по домам и ждать, когда их вызовут. Он также мог отправить вперед своих воинов, чтобы они разогнали толпу и проделали путь. Иногда государь въезжал в город не через ворота, а через пролом в стене. Это означало, что он не хочет признавать права города, а хочет навязать ему свою власть. 